# Papilionanthe uniflora
Papilionanthe uniflora là một loài thực vật có hoa trong họ Lan. Loài này được (Lindl.) Garay mô tả khoa học đầu tiên năm 1974.